# Werthsiefen
Werthsiefen ist ein Ort in der Gemeinde Engelskirchen im Oberbergischen Kreis in Nordrhein-Westfalen in Deutschland.

## Lage und Beschreibung
Der Ort liegt im Süden von Engelskirchen an der Bundesautobahn 4 südlich der Talbrücke Werthsiefen. Der in die Agger mündende Werthsiefen fließt am Ort vorbei. Nachbarorte sind Miebach, Büscherhöfchen und Engelskirchen. Der Ort beherbergt den Evangelischen Friedhof Engelskirchen.

## Geschichte
Die topografischen Karten zeigen ab dem Jahr 1896 zwei Gebäudegrundrisse und einen Friedhof in Werthsiefen. Der im Nordosten gelegene Gebäudegrundriss wird von 1933 bis 1957 mit „Villa Emilia“ bezeichnet. Auf den darauf folgenden Karten ist der Name des Hauses mit „Villa Emilie“ angegeben. Ab 1980 ist das Gebäude der Villa aus den Karten vollständig verschwunden.